# Barrio Santa Cruz de San Pablo Tlalchichilpa
Barrio Santa Cruz de San Pablo Tlalchichilpa är en ort i kommunen San Felipe del Progreso i delstaten Mexiko i Mexiko. Samhället hade 896 invånare vid folkräkningen 2020.